# Kindheit Jesu (Moncontour)

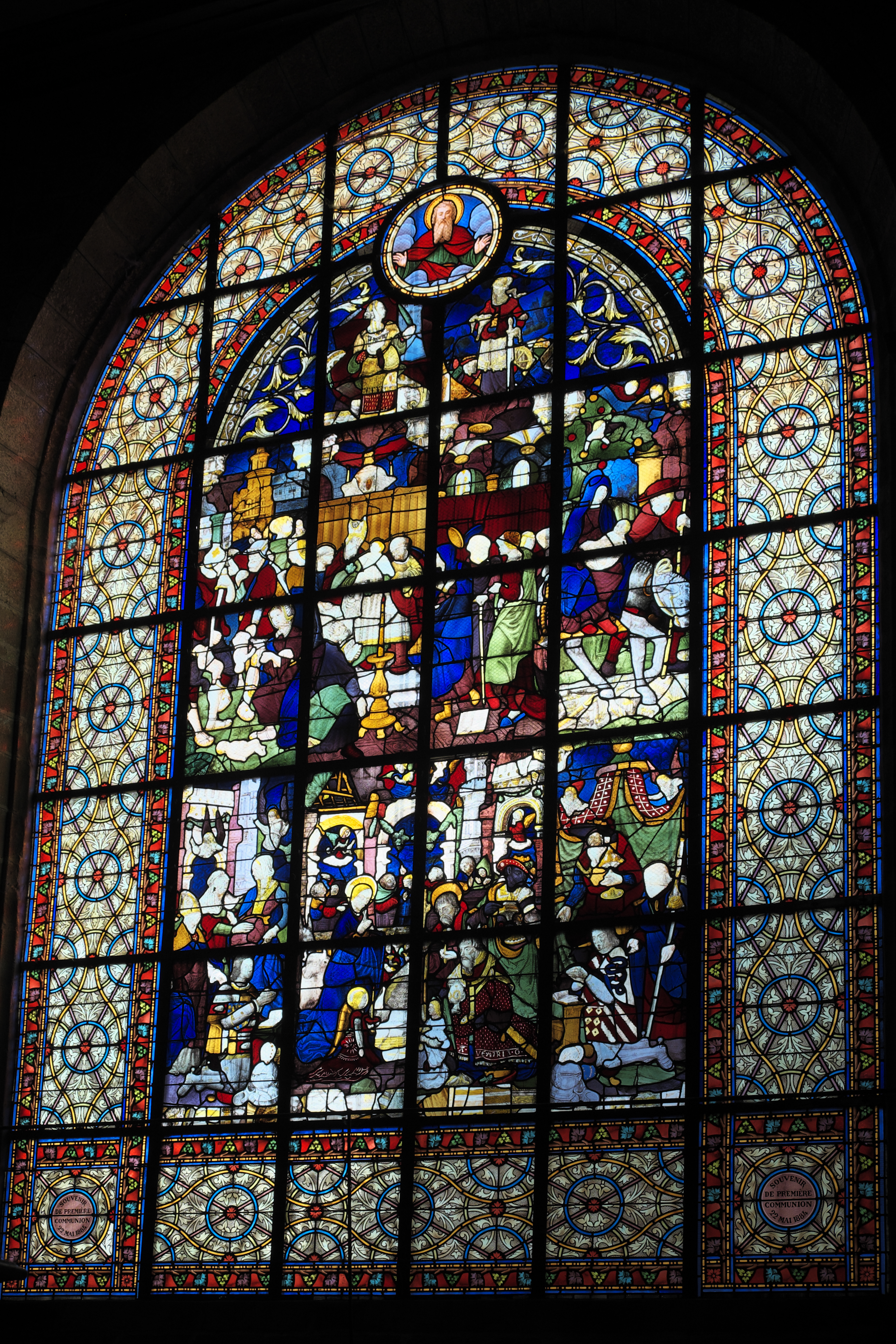
Fenster Kindheit Jesu in Moncontour

Das Fenster Kindheit Jesu in der katholischen Kirche Notre-Dame-St-Mathurin in Moncontour, einer französischen Gemeinde im Département Côtes-d’Armor in der Region Bretagne, wurde zwischen 1520 und 1530 geschaffen. Das Bleiglasfenster wurde 1862 als Monument historique in die Liste der Baudenkmäler in Frankreich aufgenommen.
Das zentrale Fenster im Chor wurde von einer unbekannten Werkstatt geschaffen. Es zeigt verschiedene Szenen aus der Kindheit Jesu. 
Neben dem Fenster Kindheit Jesu sind noch fünf weitere Fenster aus der Zeit der Renaissance in der Kirche erhalten (siehe Navigationsleiste).

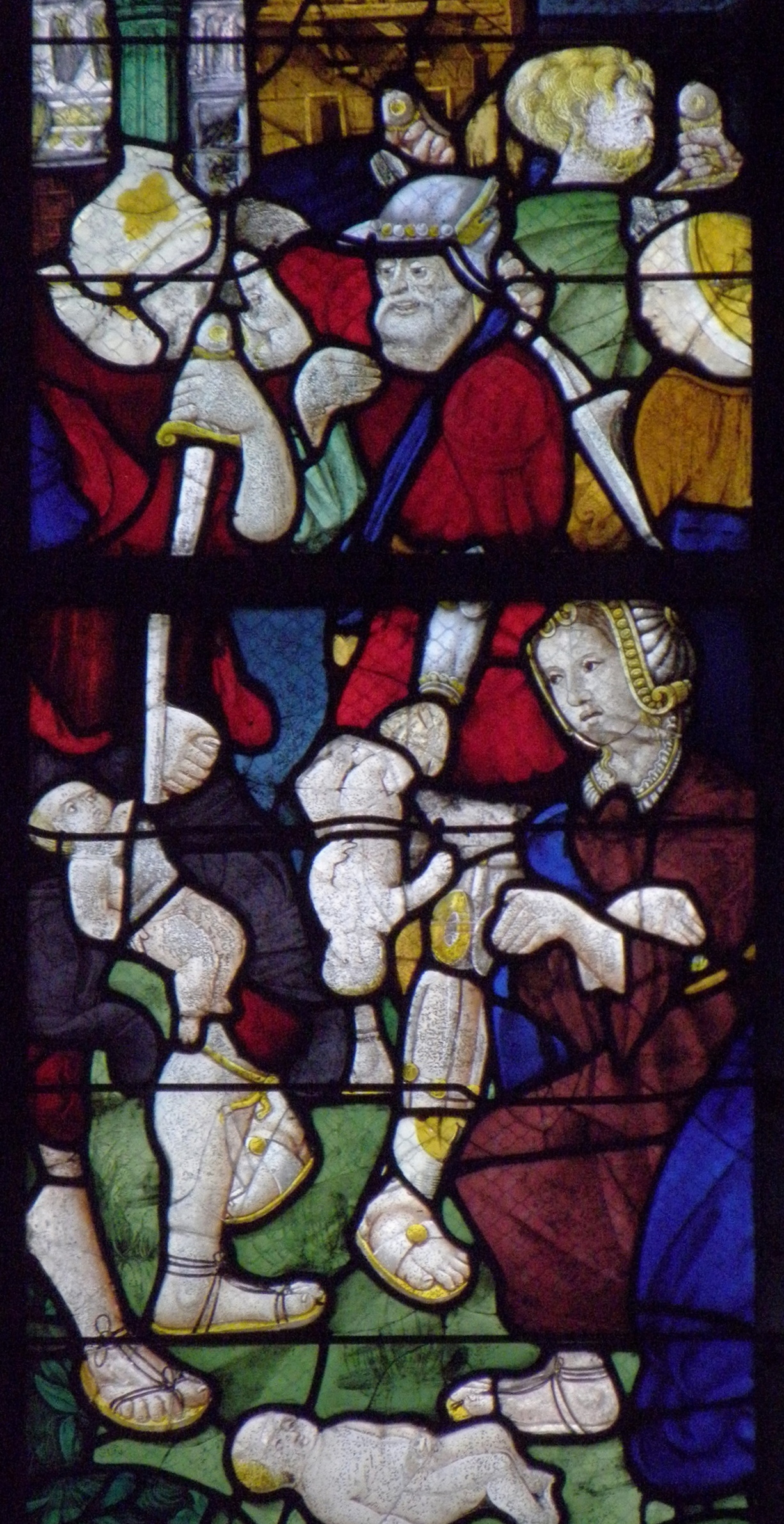
Tötung der unschuldigen Kinder
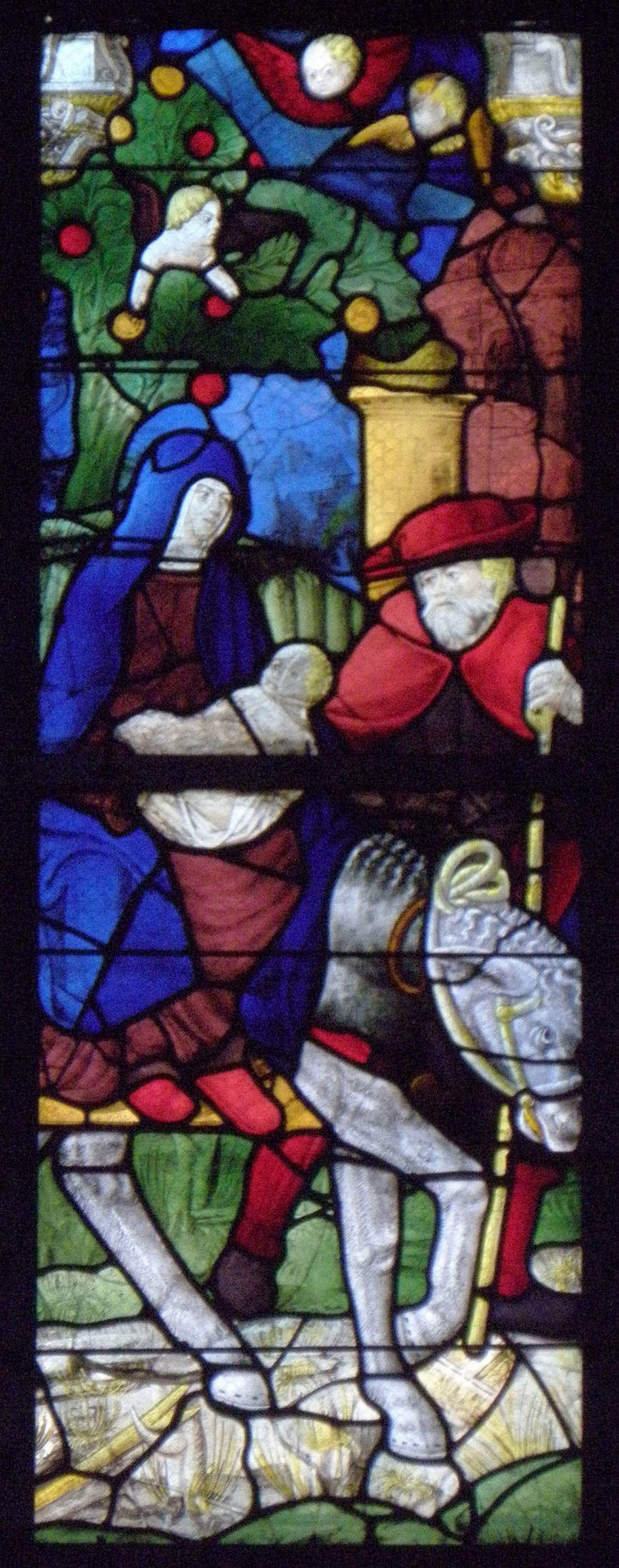
Flucht nach Ägypten
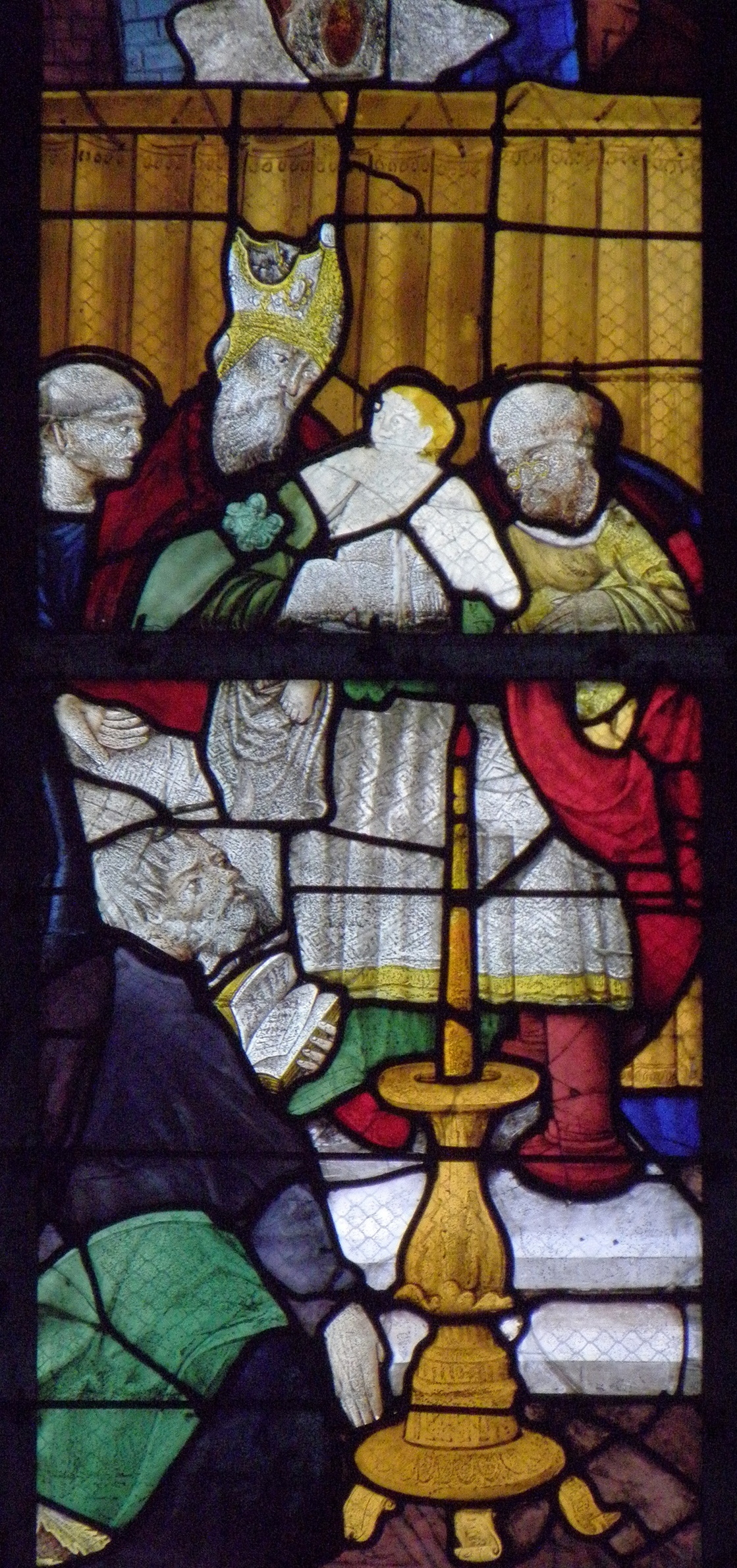
Präsentation Jesu im Tempel
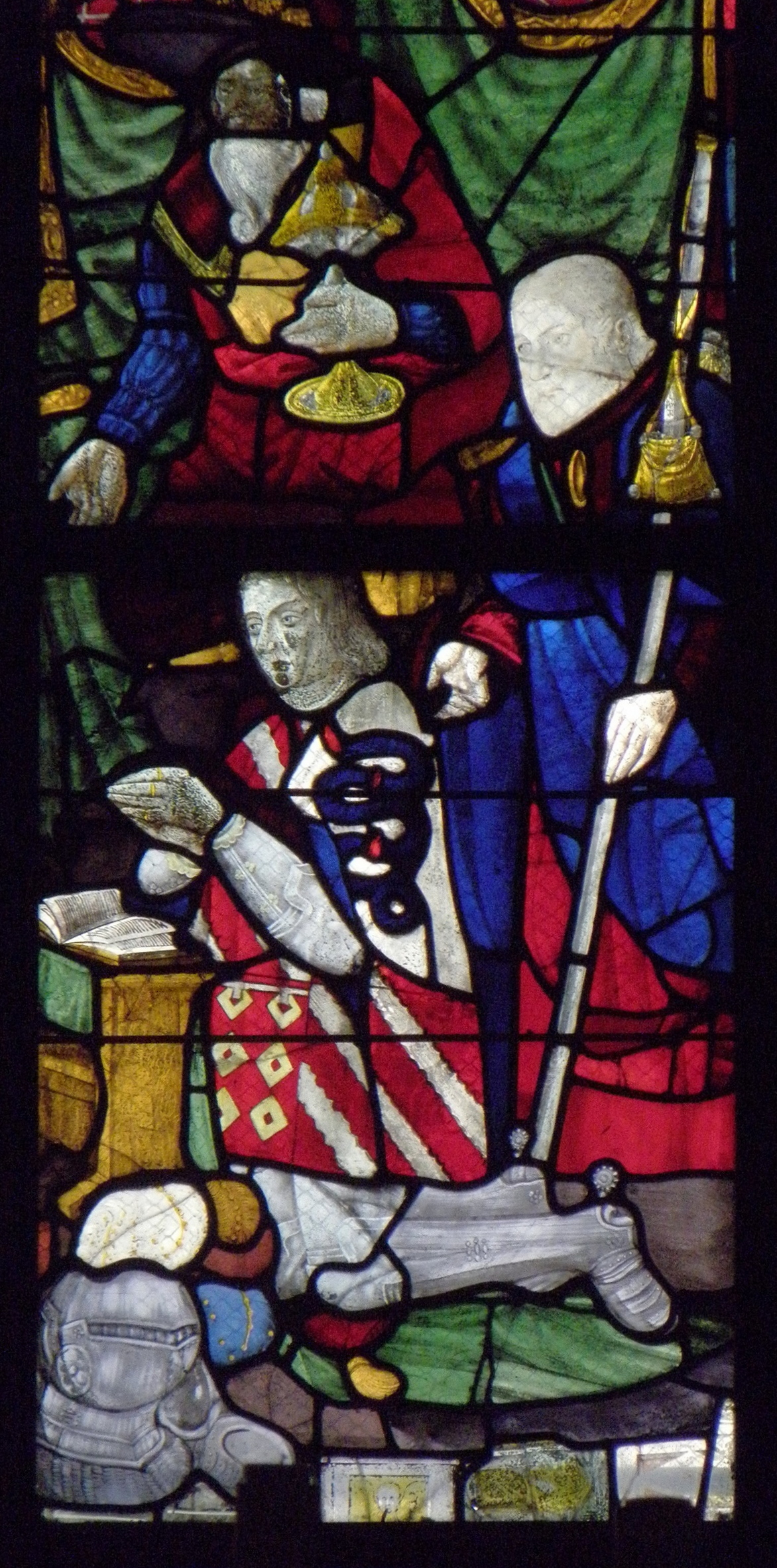
Stifter Claude de la Villeblanche († 1531) mit seinem Namenspatron